# Globus (VDA)
Globus (Untertitel: Zeitschrift für deutsche Kulturbeziehungen im Ausland) war eine deutsche, vierteljährlich erscheinende Zeitschrift, die vom Verein für Deutsche Kulturbeziehungen im Ausland e. V. herausgegeben wurde.
Thematisch befasste sich der Titel vorrangig mit Fragen deutschsprachiger Gemeinschaften im Ausland. Angaben der Herausgeber zufolge im Frühjahr 2018 lag die Auflage bei 3000 Exemplaren, von denen „ein guter Teil“ an deutsche Vereine und Verbände, Schulen, Kirchengemeinden, Kulturinstitute, Handelsmissionen und diplomatische Vertretungen sowie an über 400 Redaktionen deutschsprachiger Publikationen im Ausland ging. 